# Divizia A 2019 (calcio Moldavia)
La Divizia A 2019 è stata la 29ª edizione della seconda serie del campionato moldavo di calcio. La stagione è iniziata il 6 aprile 2019 ed è terminata il 9 novembre successivo.

## Stagione

### Novità
Al termine della stagione 2018 non ci sono state retrocessioni in Divizia B. L'Iskra Rîbnița, inizialmente retrocesso, è stato successivamente ripescato. Il Saxan è stato escluso dal torneo. È retrocesso dalla Divizia Națională 2018 solo lo Zarea Bălți.
Sono salite dalla Divizia B Spartanii Selemet, Dacia Buiucani, Tighina e Speranța Drochia.

### Formula
Le 15 squadre partecipanti si affrontano due volte, per un totale di 28 giornate più due turni risposo (uno all'andata, uno al ritorno).

Le prime due classificate vengono promosse alla Divizia Națională 2020-2021.
La terza classificata gioca lo spareggio con l'ultima classificata della Divizia Națională 2019.

## Classifica
|  | Pos. | Squadra            | Pt | G  | V  | N | P  | GF | GS  | DR   |
|  | ---- | ------------------ | -- | -- | -- | - | -- | -- | --- | ---- |
|  | 1.   | Florești           | 69 | 28 | 22 | 3 | 3  | 71 | 29  | +42  |
|  | 2.   | Dacia Buiucani     | 69 | 28 | 22 | 3 | 3  | 68 | 17  | +51  |
|  | 3.   | Spartanii Selemet  | 62 | 28 | 20 | 2 | 6  | 72 | 28  | +44  |
|  | 4.   | Tighina            | 60 | 28 | 19 | 3 | 6  | 84 | 31  | +53  |
|  | 5.   | Cahul              | 48 | 28 | 14 | 6 | 8  | 60 | 34  | +26  |
|  | 6.   | Victoria Chișinău  | 43 | 28 | 14 | 1 | 13 | 58 | 54  | +4   |
|  | 7.   | Speranța Drochia   | 41 | 28 | 12 | 5 | 11 | 44 | 37  | +7   |
|  | 8.   | Grănicerul Glodeni | 34 | 28 | 10 | 4 | 14 | 47 | 66  | -18  |
|  | 9.   | Sireți             | 33 | 28 | 10 | 3 | 15 | 48 | 83  | -35  |
|  | 10.  | Zarea Bălți        | 31 | 28 | 9  | 4 | 15 | 65 | 60  | +5   |
|  | 11.  | Iskra Rîbnița      | 31 | 28 | 9  | 4 | 15 | 51 | 62  | -11  |
|  | 12.  | Real Succes        | 31 | 28 | 9  | 4 | 15 | 59 | 63  | -4   |
|  | 13.  | CF Ungheni         | 30 | 28 | 9  | 3 | 16 | 55 | 83  | -28  |
|  | 14.  | Sîngerei           | 21 | 28 | 6  | 3 | 19 | 38 | 72  | -34  |
|  | 15.  | Sparta Chișinău    | 2  | 28 | 0  | 2 | 26 | 6  | 107 | -101 |

Legenda:
      Promossa in  Divizia Națională 2020-2021
 Ammessa allo spareggio promozione-retrocessione
      Retrocessa in Divizia B 2020-2021
      Esclusa a stagione in corso
Note:
Tre punti a vittoria, uno a pareggio, zero a sconfitta.

## Spareggio promozione/retrocessione
Allo spareggio promozione/retrocessione vengono ammesse l'ultima classificata in Divizia Națională (Codru Lozova) e la terza classificata in Divizia A (Spartanii Selemet).
|              | Risultati |                   | Luogo e data               |
| ------------ | --------- | ----------------- | -------------------------- |
| Codru Lozova | 1 - 0     | Spartanii Selemet | Hîncești, 16 novembre 2019 |